# Fosse Casimir-Perier
La fosse Casimir-Perier ou Auguste Casimir-Perier de la Compagnie des mines d'Anzin est un ancien charbonnage du Bassin minier du Nord-Pas-de-Calais, situé à Somain. Les travaux commencent en 1856, et la fosse est la plus occidentale de la compagnie. Les terrils nos 147 et 148 sont édifiés à l'ouest et à l'est de la fosse. Celle-ci s'avère très productive. Détruite durant la Première Guerre mondiale, elle est reconstruite avec un chevalement métallique. Des cités sont bâties à Somain, Fenain et Abscon. La fosse cesse d'extraire en novembre 1935 lorsqu'elle est concentrée sur la fosse Saint-Mark.
La Compagnie des mines d'Anzin est nationalisée en 1946, et intègre le Groupe de Valenciennes. Des baraquements sont construits au sud du terril no 147. La fosse Casimir-Perier, devenue puits de service, ferme en même temps que la fosse Saint-Mark, en 1968. Le puits est comblé l'année suivante, et les installations sont pour la plupart détruites.
Le carreau de fosse est repris par une entreprise de menuiserie. Un sondage de décompression est exécuté au début de l'année 1992. Cette même année, l'exploitation commence pour la construction de l'autoroute A21. Au début du XXIe siècle, Charbonnages de France matérialise la tête de puits Casimir-Perier. Au début des années 2010, le site du terril no 148 est urbanisé par la commune de Fenain, celui-ci avait disparu à la suite de son exploitation. Le terril no 147 en revanche se boise complètement de bouleaux.

## La fosse

### Fonçage
La fosse Casimir-Perier est commencée en 1856 par la Compagnie des mines d'Anzin à Somain, près des limites avec Fenain et Abscon, le long de la ligne de Somain à Péruwelz.

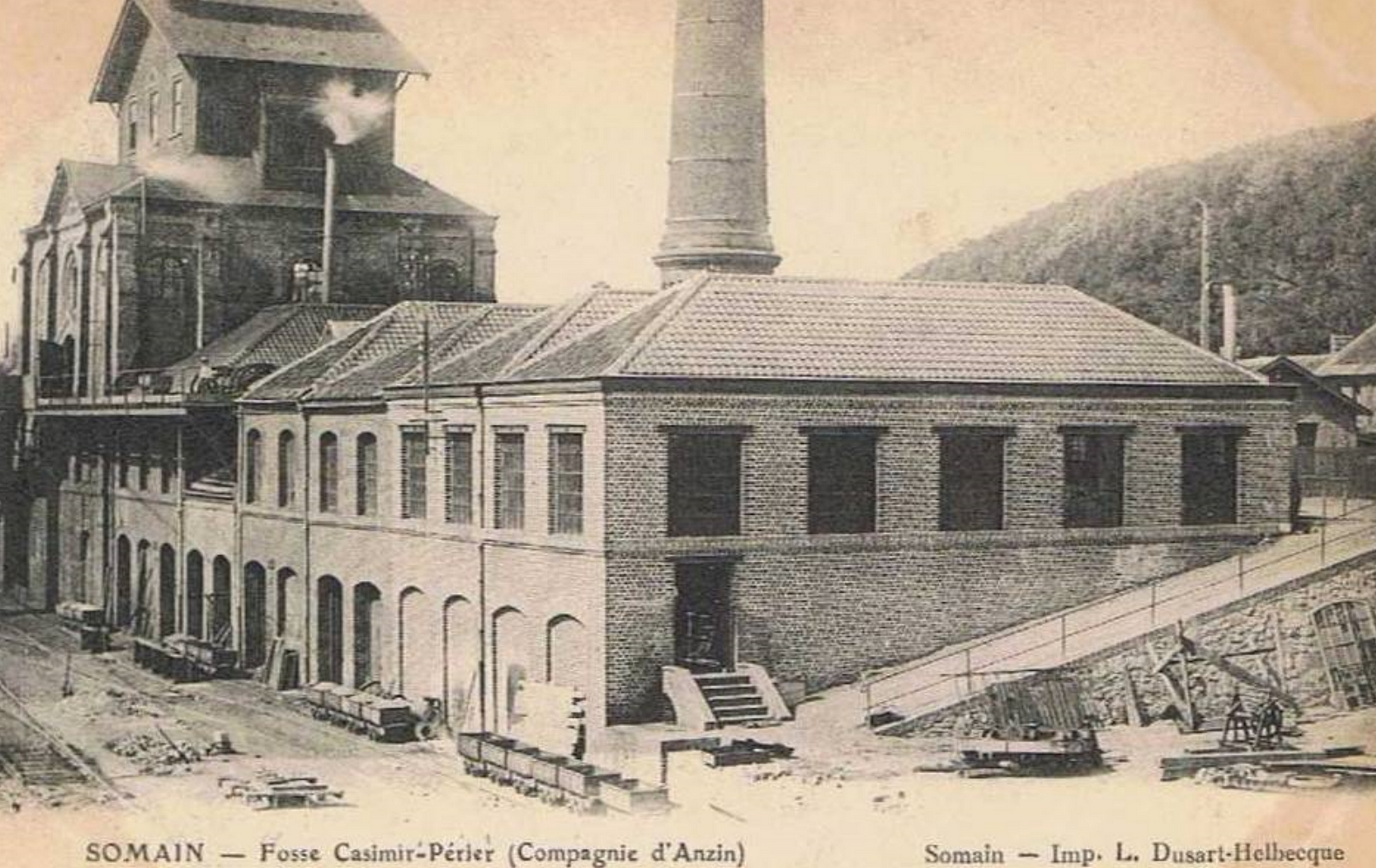
La fosse Casimir-Perier vers 1900.

L'orifice du puits est situé à l'altitude de 47 mètres. Le terrain houiller est atteint à la profondeur de 113 ou 114 mètres,,.
La fosse est baptisée en l'honneur d'Auguste Casimir-Perier.

### Exploitation
La fosse Casimir-Perier est la fosse la plus occidentale de la Compagnie d'Anzin. Elle n'est située qu'à 830 mètres à l'est de la limite de la concession d'Anzin avec celle d'Aniche, et à 1 357 mètres à l'est de la fosse Saint-Louis des mines d'Aniche. Elle est également située à 963 mètres au nord-ouest de la fosse La Pensée.
La fosse exploite le faisceau de houille sèche d'Aniche. Émile Vuillemin indique en 1878 que la fosse est en grande production. La fosse a été creusée à 280 mètres au nord de l'affleurement du cran de retour. Peu avant 1886, le dernier étage est à la profondeur de 417 mètres. La bowette sud, du niveau de 184 mètres, a pénétré dans la région des charbons gras d'Abscon, qu'elle a trouvée irrégulière. De ce côté, seules les veines grasses semblent présentes, les chassages doivent s'arrêter à l'ouest, à la limite avec la concession d'Aniche, et communiquent à l'est avec ceux de la fosse Saint-Mark. La fosse Casimir-Perier est dans des conditions moins favorables que cette dernière, parce qu'il lui manque l'appoint des charbons gras d'Abscon, et qu'elle est située un peu trop au nord du faisceau demi-gras. Le puits devrait par la suite pénétrer dans la zone stérile du nord.
La fosse est détruite durant la Première Guerre mondiale. Elle est reconstruite avec un chevalement métallique. La fosse Casimir-Perier cesse d'extraire en novembre 1935, lorsqu'elle est reliée avec la fosse Saint-Mark et concentrée sur celle-ci. Cette dernière est sise à Escaudain à 1 628 mètres à l'est-sud-est. La fosse Casimir-Perier a alors produit 7 836 000 tonnes de houille grasse et demi-grasse. Elle devient ensuite un puits de service.
La Compagnie des mines d'Anzin est nationalisée en 1946, et intègre le Groupe de Valenciennes. La fosse Saint-Mark ferme en 1968, ce qui cause la fermeture de la fosse Casimir-Perier. Son puits, profond de 848 mètres, est remblayé l'année suivante. Le chevalement est ensuite détruit.

### Reconversion
Une entreprise de menuiserie s'installe sur le carreau de fosse. Le sondage de décompression S18 est entrepris à 145 mètres au nord-ouest du puits du 9 janvier au 28 février 1992. D'un diamètre de 19,4 centimètres, il a atteint la profondeur de 142 mètres,.
Au début du XXIe siècle, Charbonnages de France matérialise la tête de puits Casimir-Perier. Le BRGM y effectue des inspections chaque année. Outre une partie des murs d'enceinte, il subsiste le poste de secours, et le bâtiments des bureaux, ateliers, et magasin.

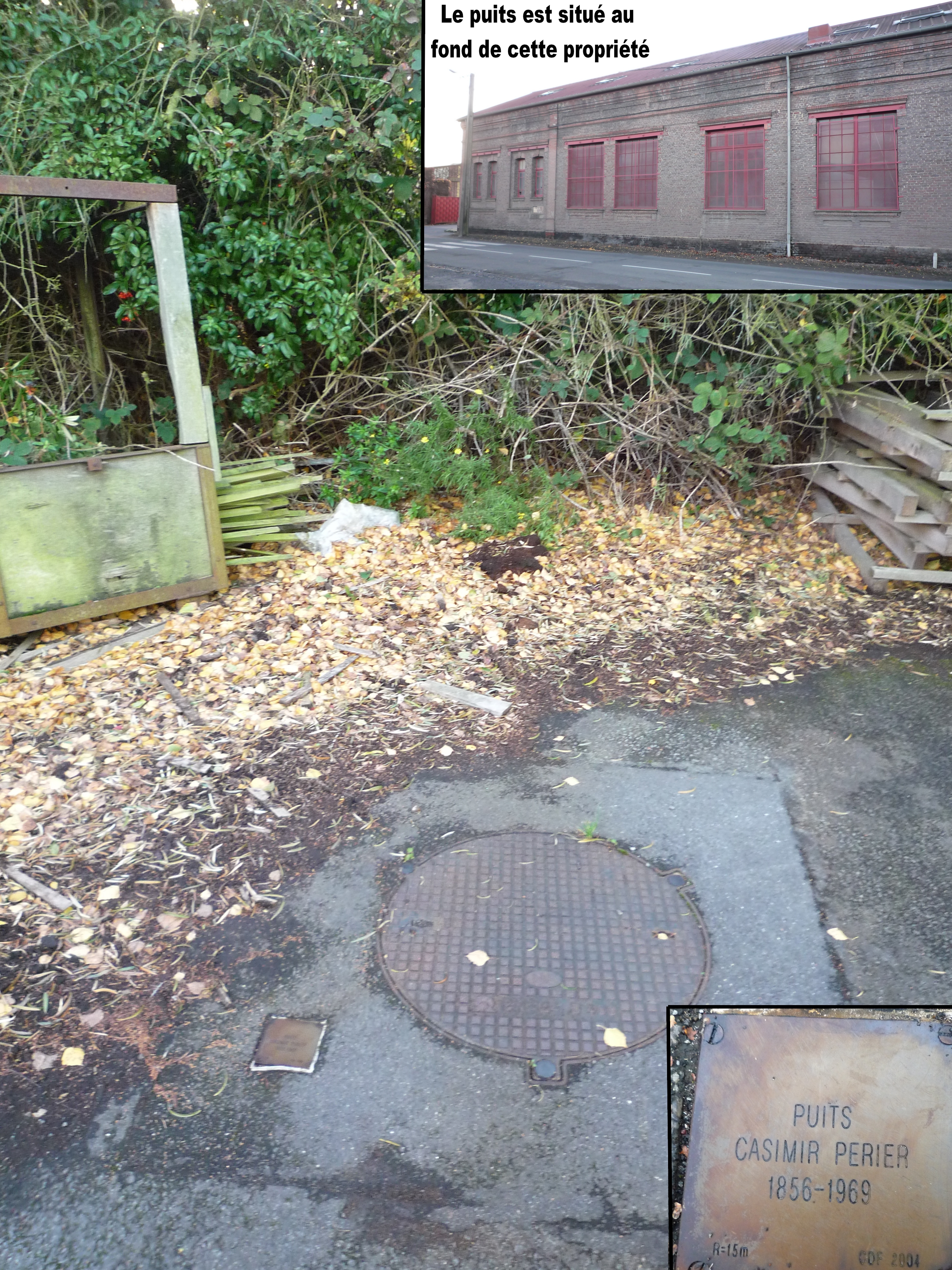
Le puits Casimir-Perier en 2009.
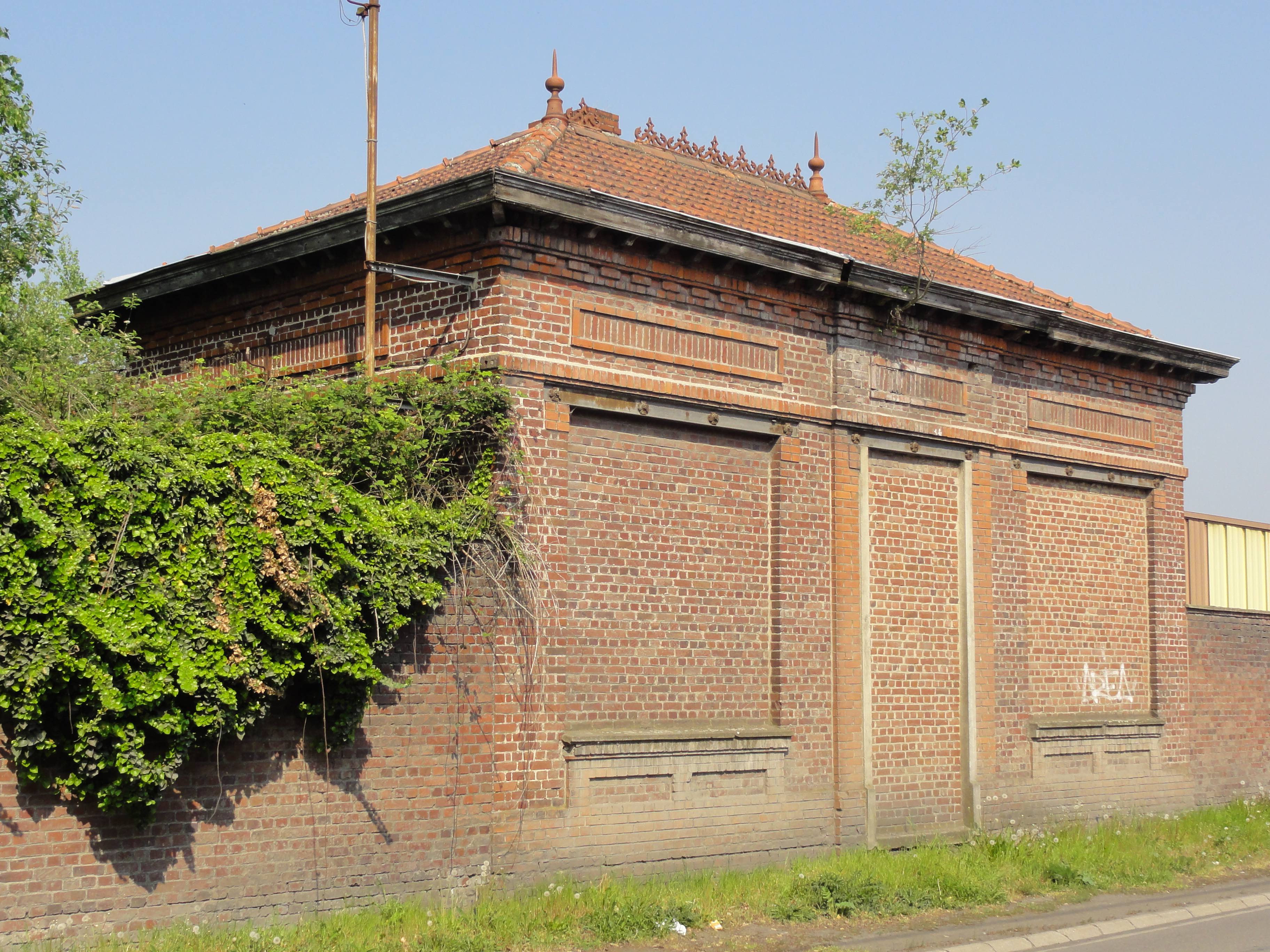
Le poste de secours en 2011.
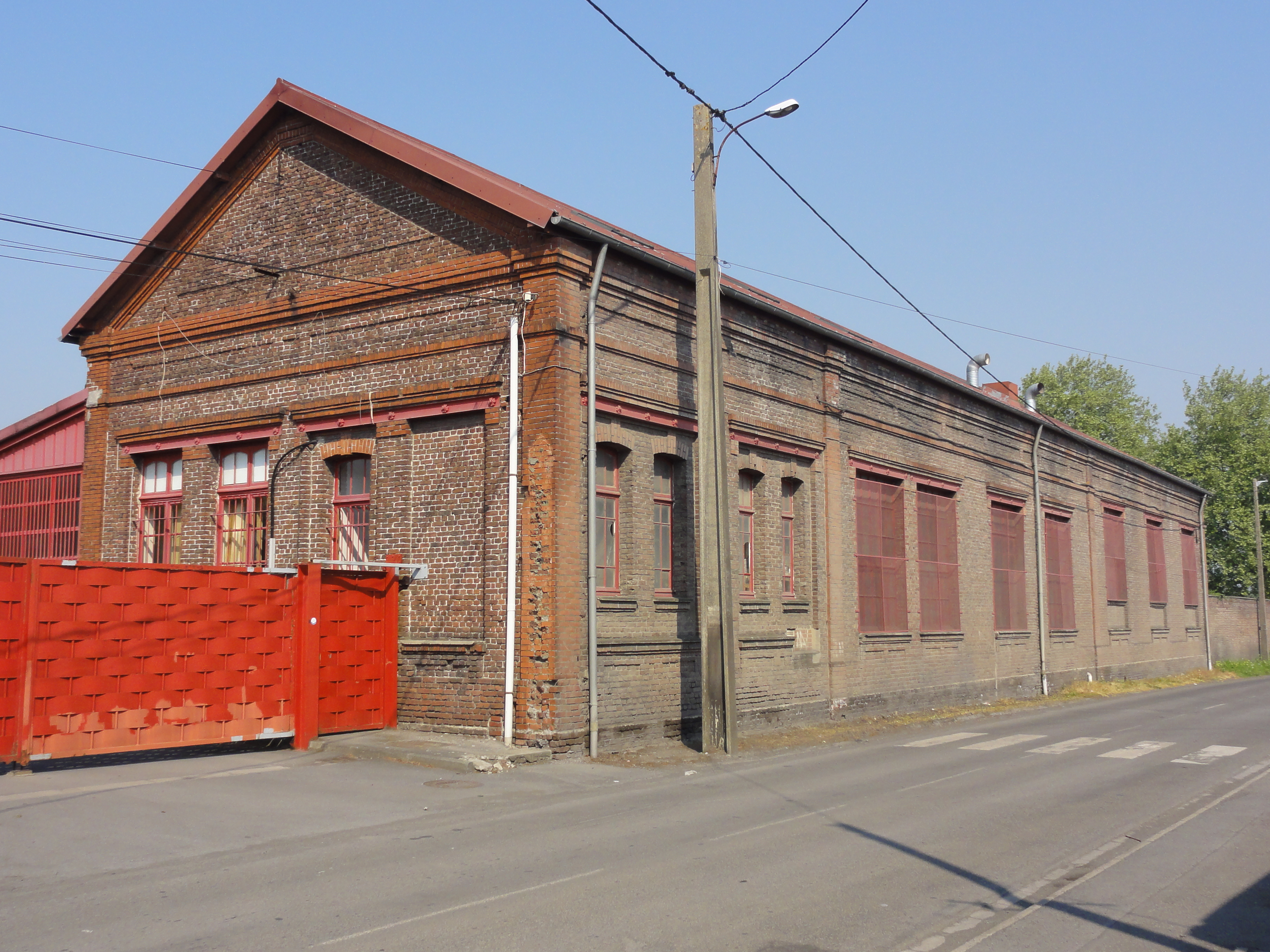
Les bureaux, ateliers et magasin.
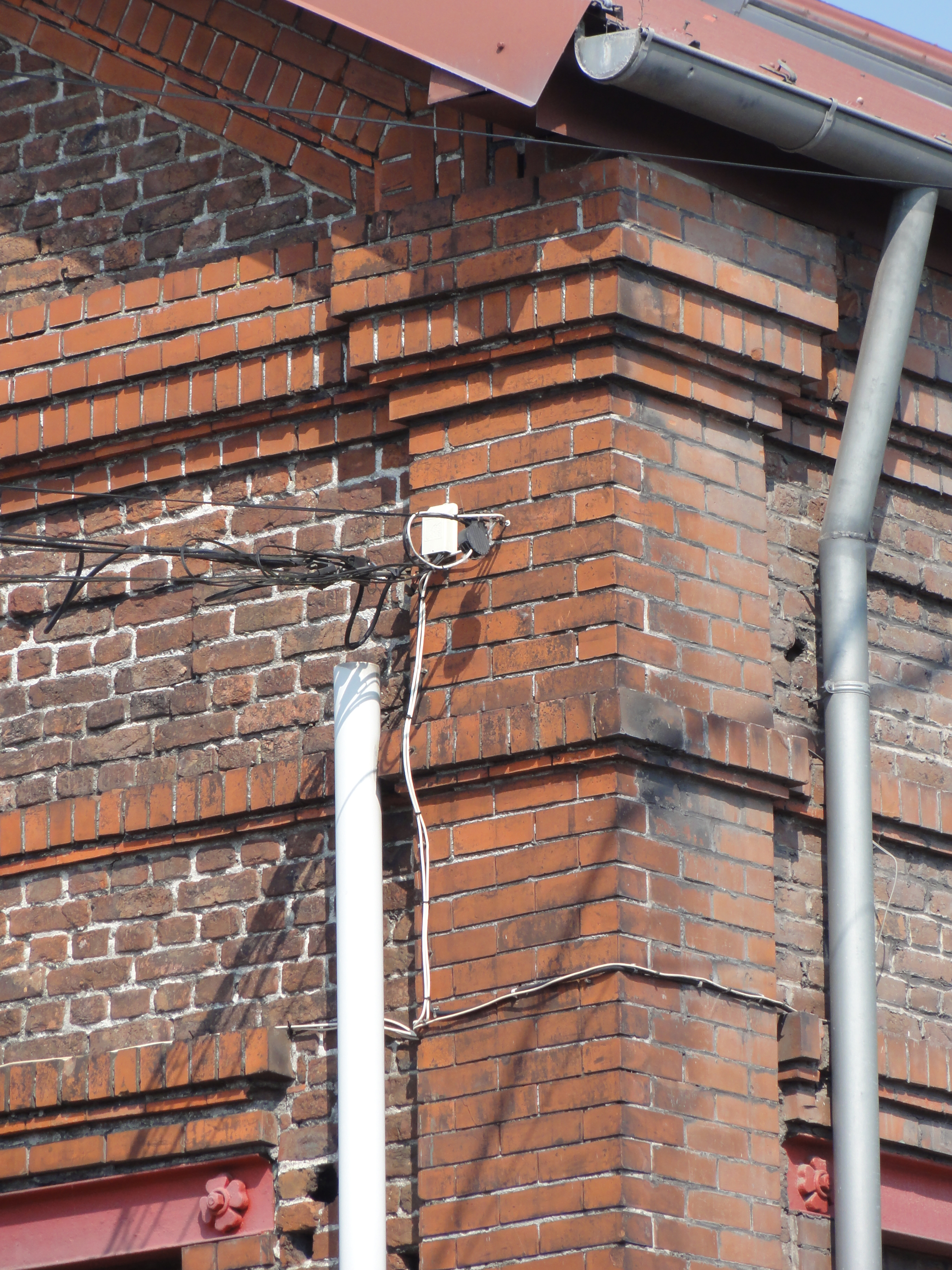
Détail d'un mur.
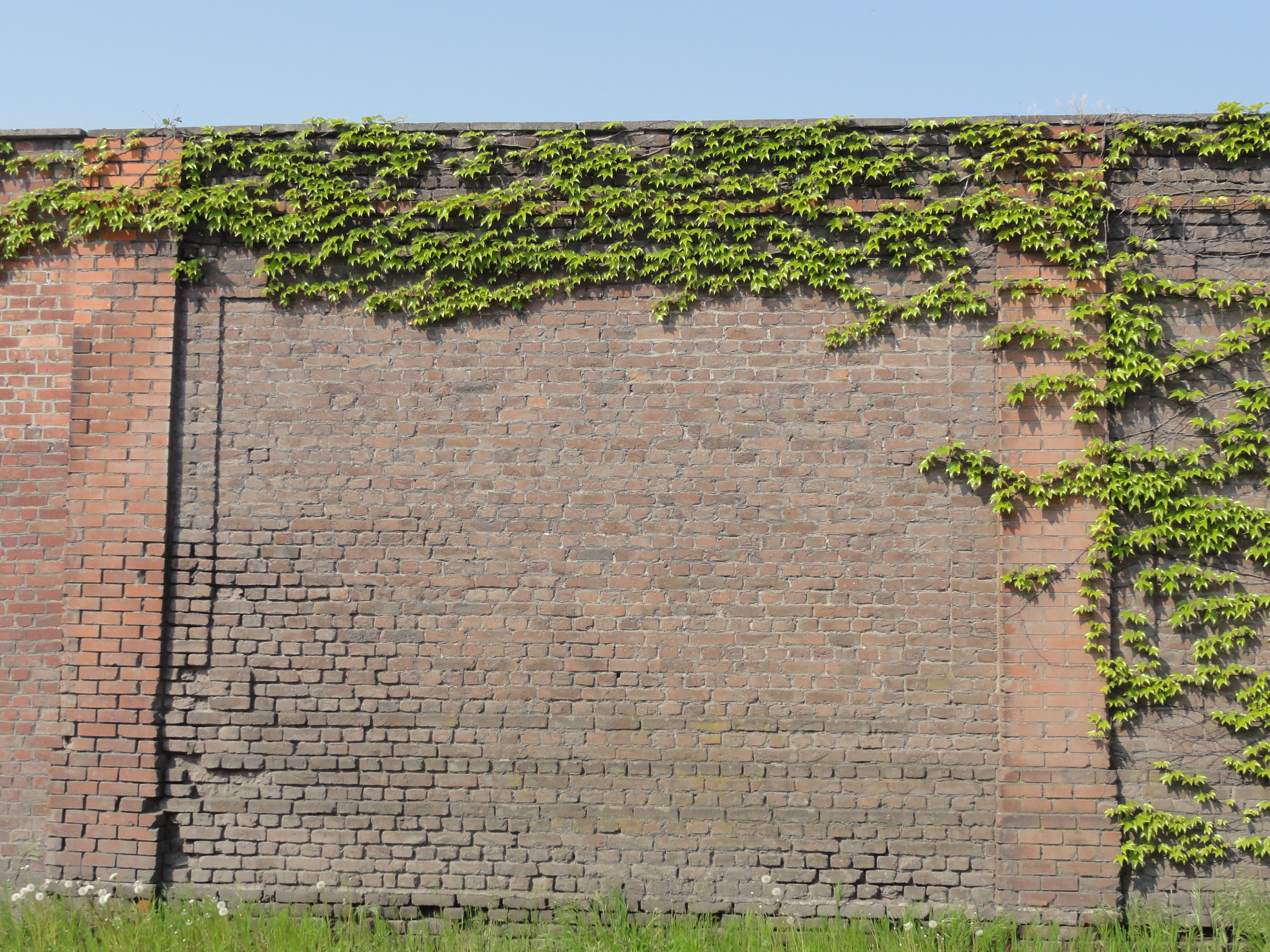
Le mur d'enceinte.
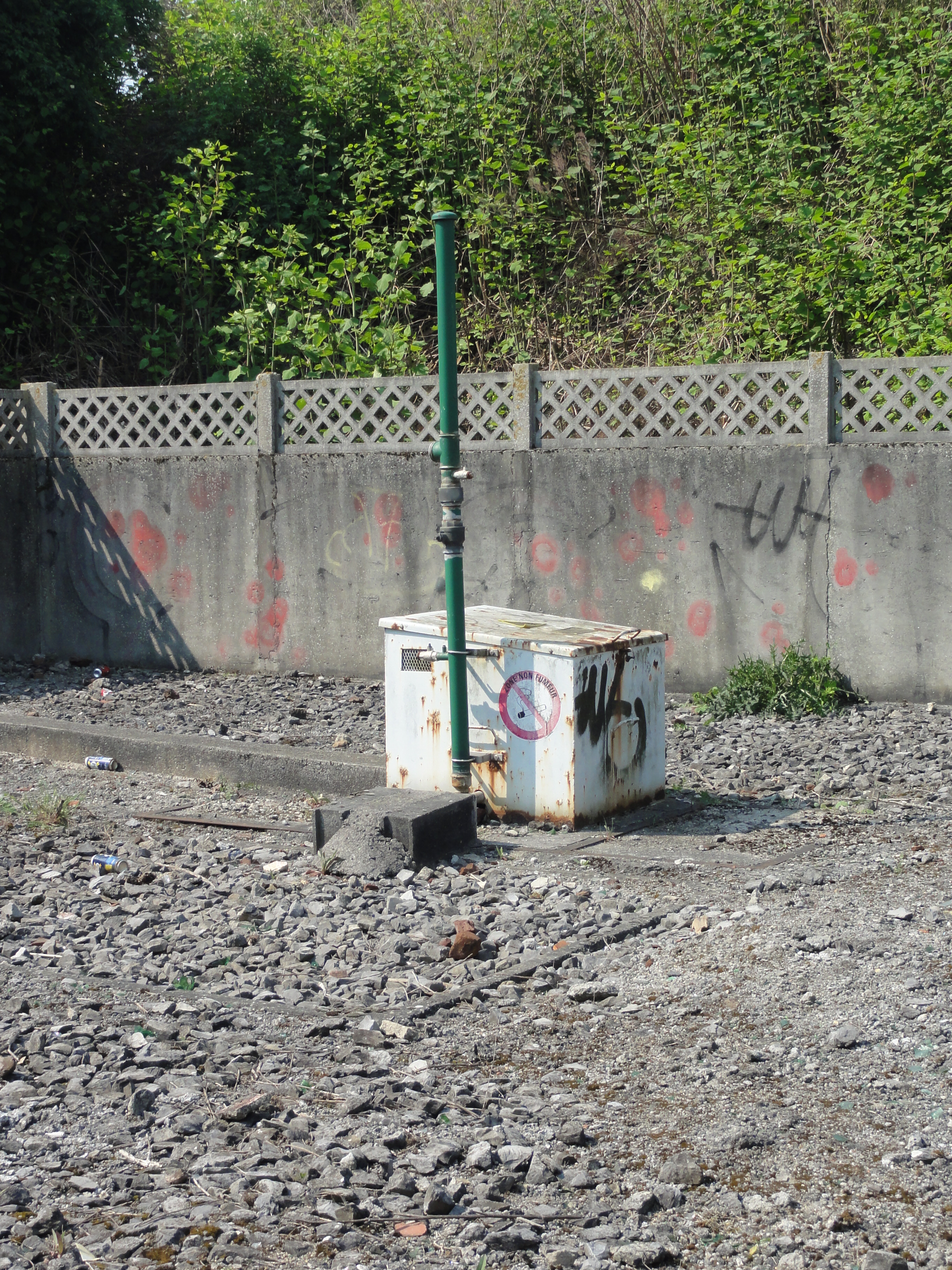
Le sondage de décompression.

## Les terrils
Deux terrils résultent de l'exploitation de la fosse.

### Terrilno147, Casimir Périer Ouest

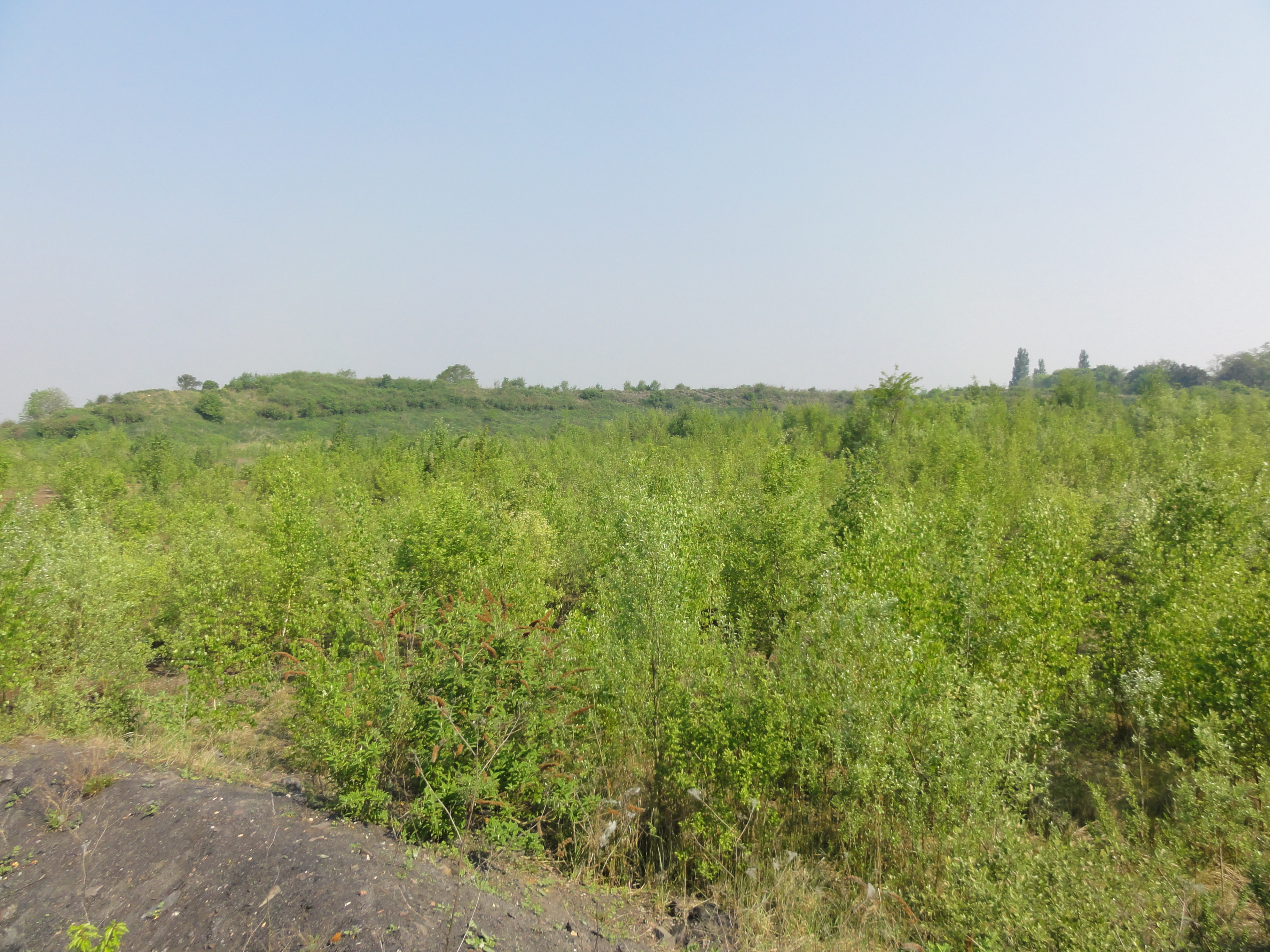
Le terril Casimir Périer Ouest.

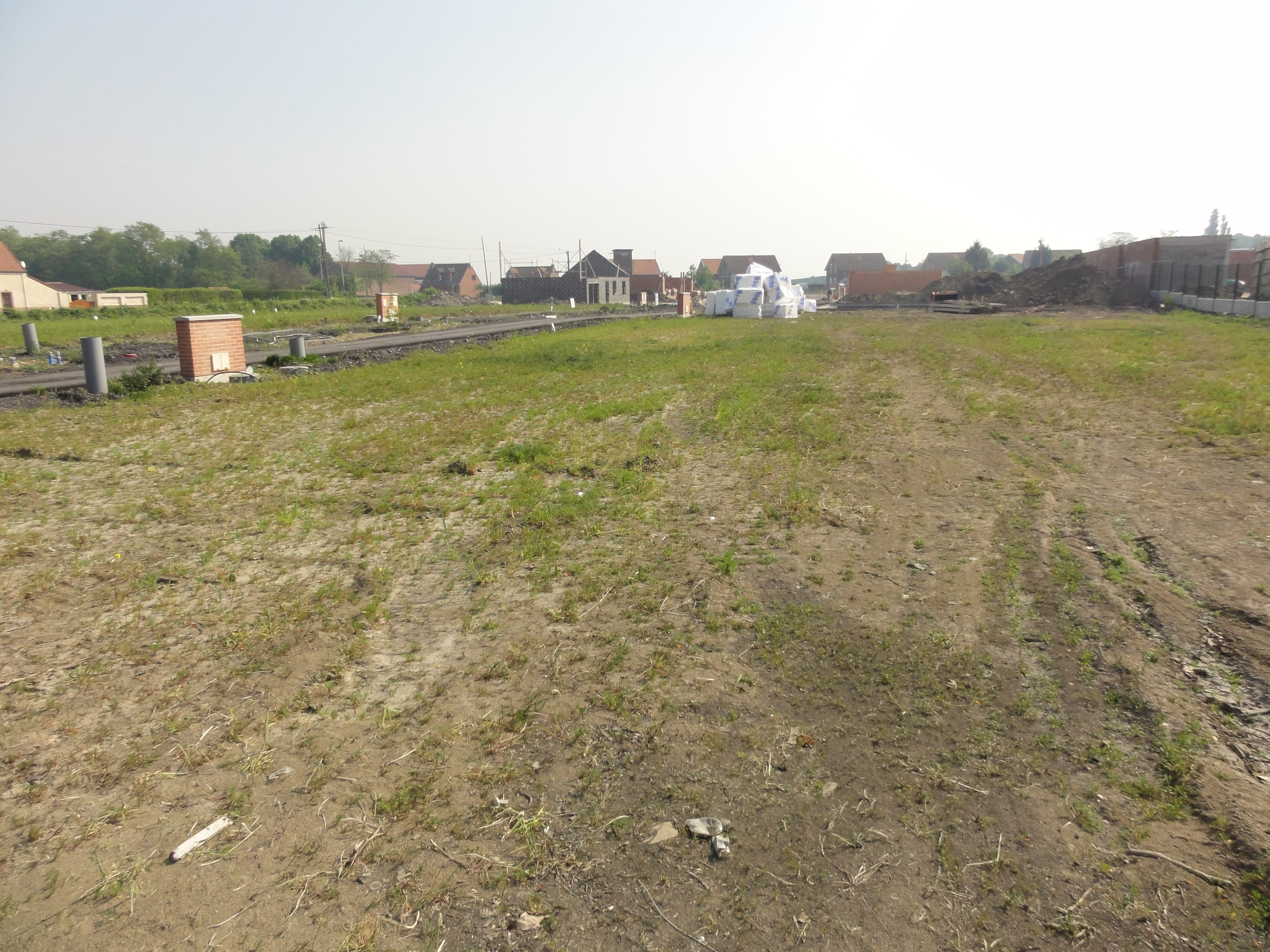
Le terril Casimir Périer Est.

50° 20′ 32″ N, 3° 17′ 25″ E
Le terril no 147, Casimir Périer Ouest, situé à Somain, était un terril conique alimenté par la fosse Casimir Périer des mines d'Anzin. Initialement haut de 43 mètres, il a été exploité à partir de 1992, pour la construction de l'autoroute A21, et il n'en subsiste que les pourtours. Toutefois, le site s'est entièrement couvert de végétation ces dernières années.

### Terrilno148, Casimir Périer Est
50° 20′ 34″ N, 3° 17′ 40″ E
Le terril no 148, Casimir Périer Est, situé à Somain et Fenain, alimenté par la fosse Casimir Périer des mines d'Anzin, était un terril plat entièrement boisé. Initialement haut de 25 mètres, il a été exploité à partir de 1992, et il n'en subsiste plus rien. La zone est urbanisée par un lotissement et des constructions nouvelles.

## Les cités
Des cités ont été bâties sur les territoires de Somain, Abscon et Fenain.

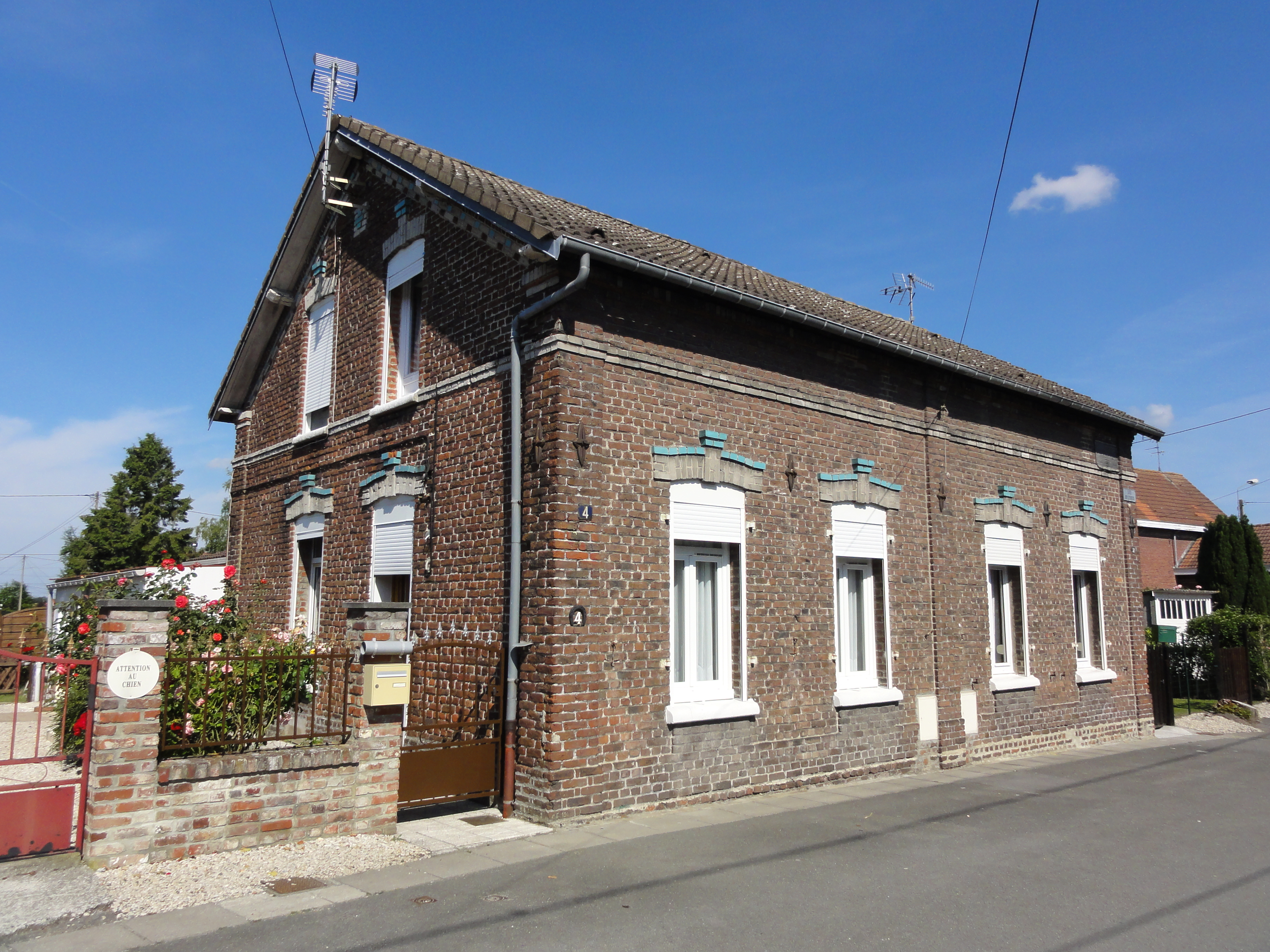
Des habitations groupées par deux.
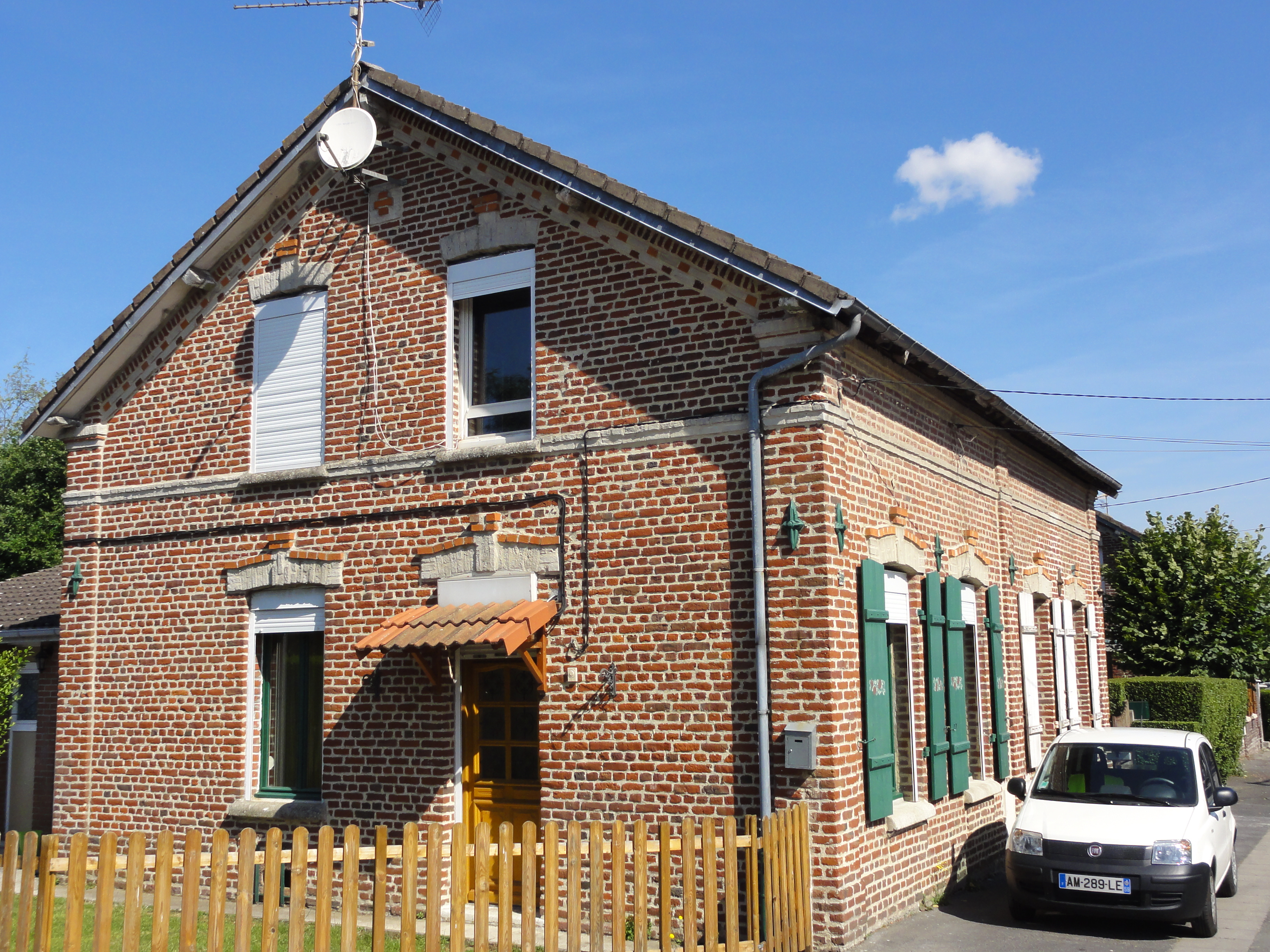
Des habitations groupées par deux.
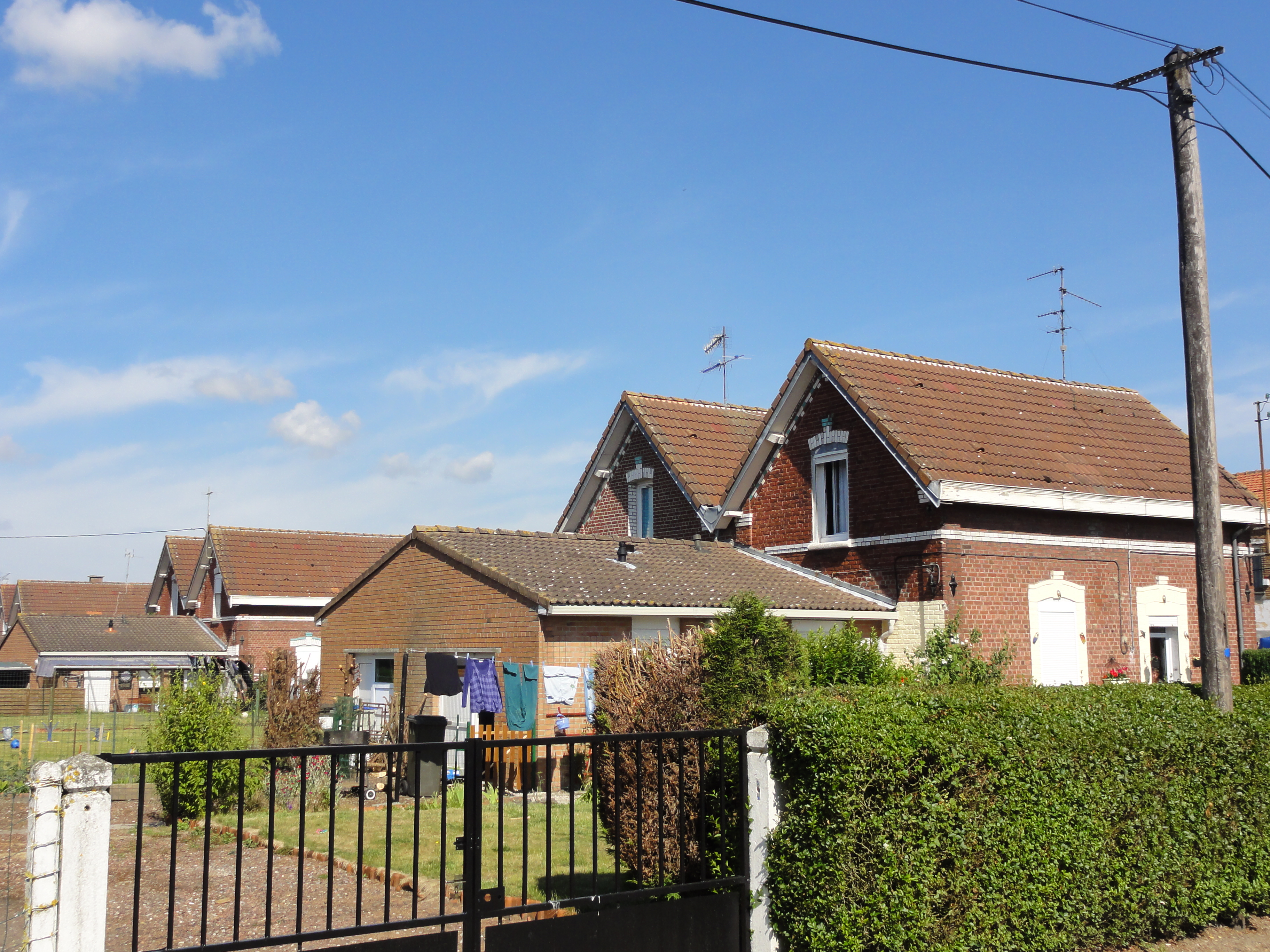
Des habitations groupées par deux localisées en entrée de cité.
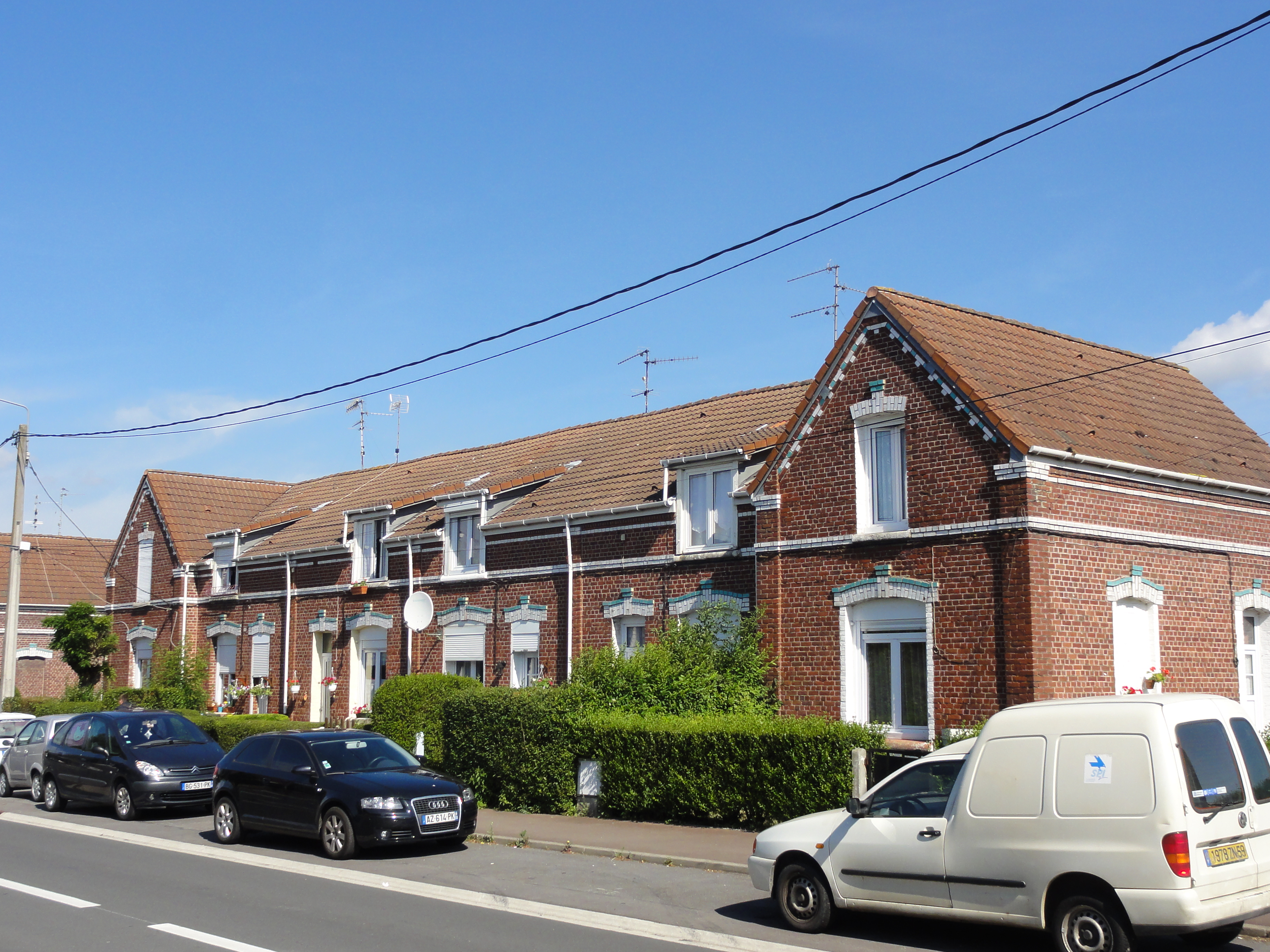
Des habitations groupées par six.
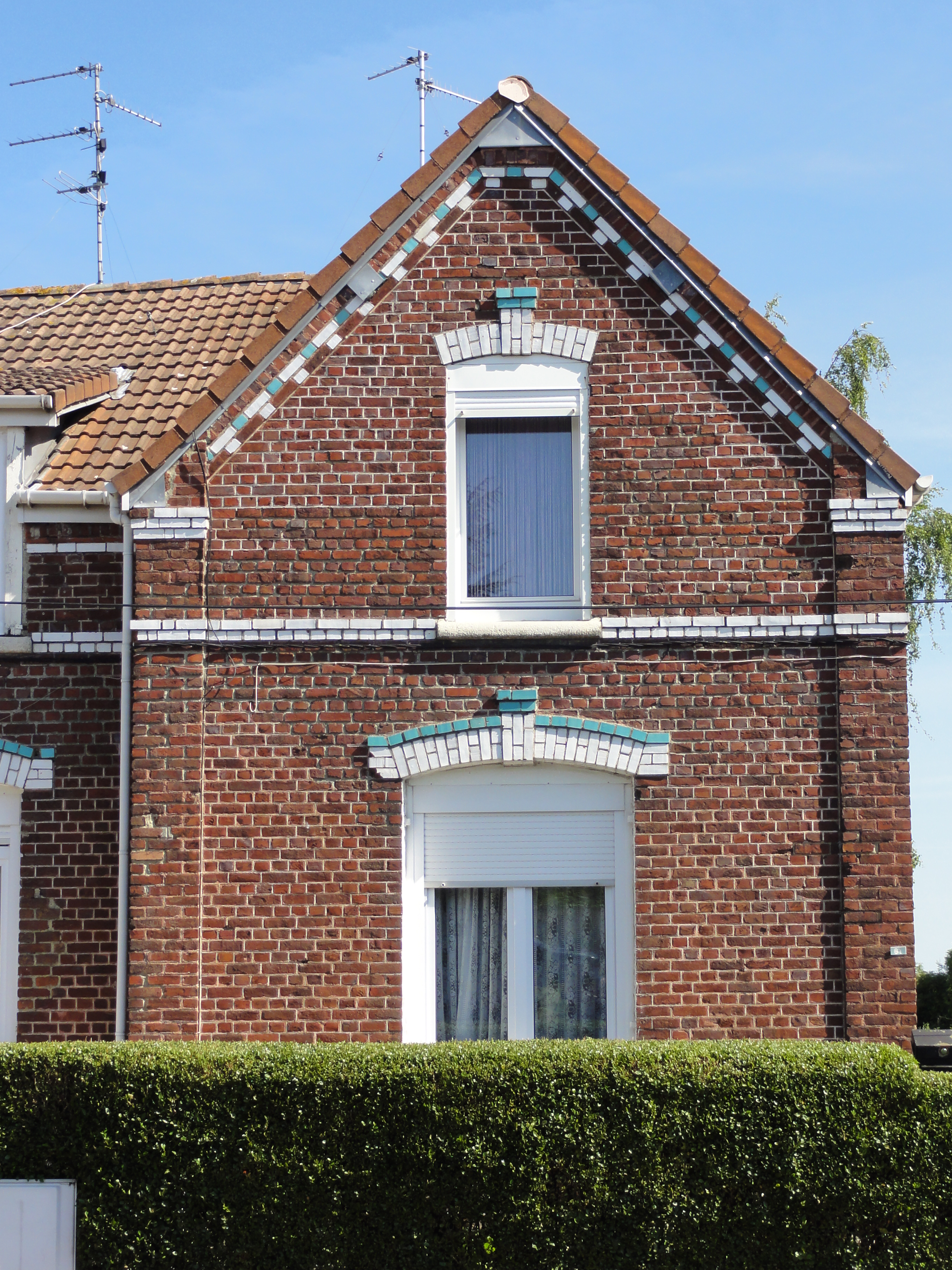
Détail d'une façade.
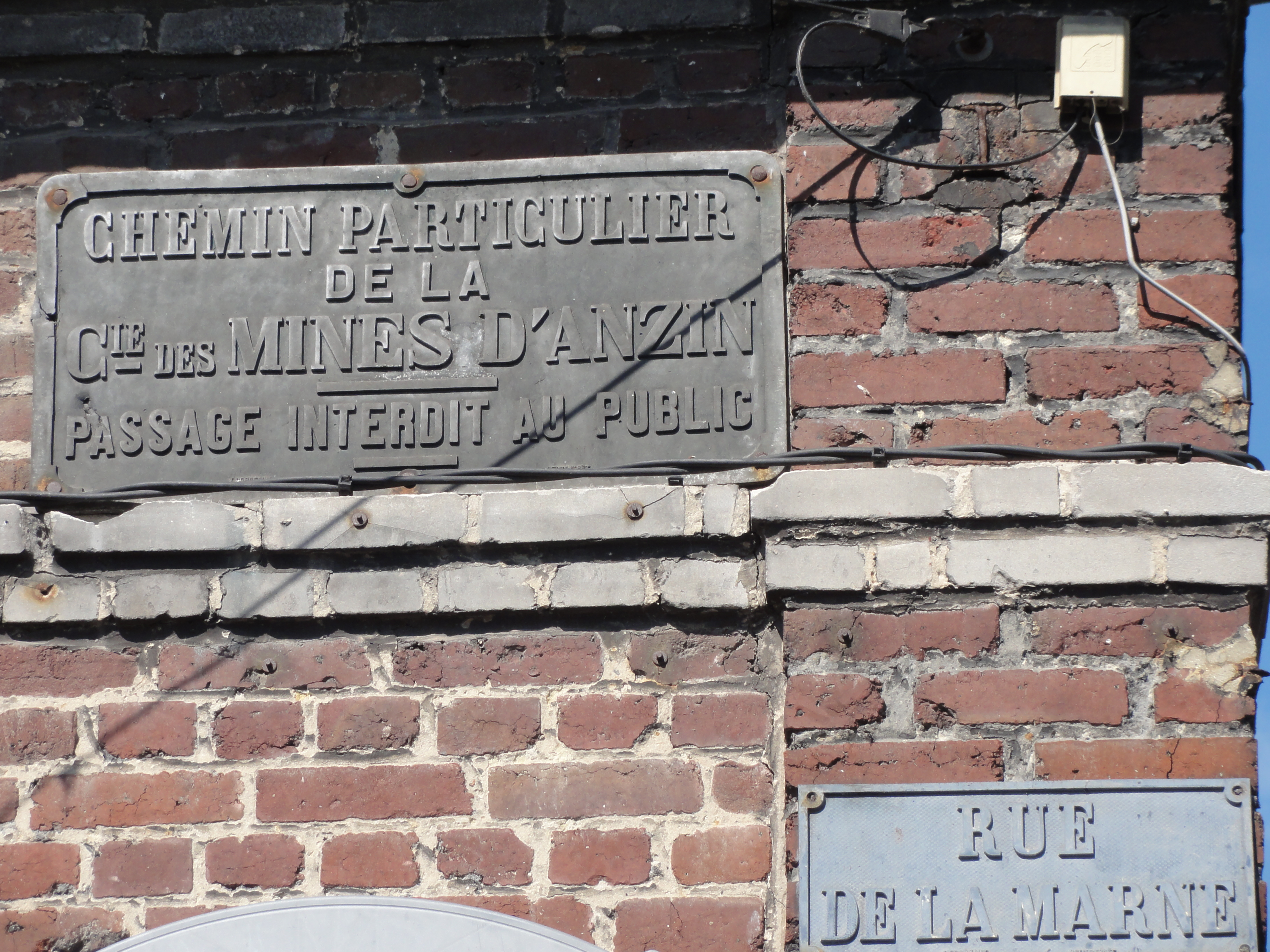
Des plaques de rues.